# NGC 7095
NGC 7095 este o galaxie situată în constelația Octantul. A fost descoperită în 21 septembrie 1837 de către John Herschel. Se află la o distanță de 34,96 de megaparseci de Pământ.